# ネリナ (小惑星)
ネリナ (1318 Nerina) は、小惑星帯の小惑星。シリル・ジャクソンがヨハネスブルグのユニオン天文台で発見した。
南アフリカ原産の植物、ネリネに因んで名付けられた。